# 富田龍
富田 龍（とみだ りゅう、1999年11月11日 - ）は、香川県高松市出身のプロ野球選手（投手・育成選手）。左投左打。読売ジャイアンツ所属。

## 経歴

### プロ入り前
高松市立牟礼南小学校時代は軟式野球の牟礼南クラブに所属。高松市立牟礼中学校では軟式野球部に所属するとともに、元プロ野球選手の高橋浩司が開く「高橋野球塾」で硬式野球の指導を受けていた。
香川県立志度高等学校では2年秋に背番号11で公式戦デビュー。3年春からエースとなり、3年夏の香川県大会は初戦（2回戦）の高松商戦に先発したが、1/3回で3安打を打たれて降板し、チームは0-10で6回コールド負けを喫した。甲子園出場経験はなし。
四国学院大学では、13試合に登板して通算1勝ながら、43回2/3を投げ42奪三振と高い奪三振率を誇った。大学時代の1学年上に水上由伸がいた。
2021年10月11日に行われたプロ野球ドラフト会議において、読売ジャイアンツから育成選手ドラフト8巡目で指名を受け、11月18日に支度金290万円、年俸400万円（金額は推定）で仮契約を結んだ。背番号は028。

### 巨人時代
2022年は三軍では24試合の登板で防御率2.53を記録したものの、二軍では5試合の登板で7失点を喫するなど振るわなかった。
2023年は二軍では25試合に登板。28.2イニングを投げて防御率4.71にとどまった。
2024年は三軍では30試合に登板して防御率0.56、30.1イニングを投げて45奪三振（奪三振率は13.35）を記録し、二軍では4試合の登板にとどまったものの防御率2.25、奪三振率は15.75と成長を見せた。

## 選手としての特徴
足を高く上げる特徴的なフォームから投じる、最速147km/hのキレのある直球が売りの本格派左腕。目標とする選手に山口鉄也やアロルディス・チャップマンの名を挙げている。

## 詳細情報

### 背番号
- 028（2022年[6] - ）